# Espace de Thom
En topologie, l'espace de Thom est un espace topologique associé à un fibré vectoriel. Il est au cœur de plusieurs constructions homotopiques, parmi lesquelles la construction de Thom-Pontrjagin et le spectre (en) de Thom.
Il porte le nom de René Thom, qui a introduit ces constructions en 1954.

## Construction
Soit {\displaystyle \eta } un fibré vectoriel de rang k sur un espace topologique {\displaystyle X}. Notons {\displaystyle E(\eta )} l'espace total de ce fibré. Si l'on munit les fibres de {\displaystyle \eta } d'un produit scalaire, on peut définir les fibrations en boules et en sphères associées :
{\displaystyle D(\eta )=\left\{v\in E(\eta )\,|\,\|v\|\leq 1\right\}} et {\displaystyle S(\eta )=\left\{v\in E(\eta )\,|\,\|v\|=1\right\}}.  
La restriction de {\displaystyle \eta } à ces deux espaces topologiques définit naturellement une fibration en boules {\displaystyle B^{k}} et en sphères {\displaystyle S^{k-1}}, respectivement. On vérifie facilement qu'à isomorphisme près, ces deux fibrations ne dépendent pas du choix initial d'un produit scalaire et sont donc naturellement associées à {\displaystyle \eta }.
L'espace de Thom {\displaystyle T(\eta )} du fibré {\displaystyle \eta } est alors simplement le quotient {\displaystyle D(\eta )/S(\eta )}. En d'autres termes, on obtient {\displaystyle T(\eta )} à partir du fibré en boules {\displaystyle D(\eta )} en identifiant tous les points de {\displaystyle S(\eta )}. De manière équivalente, {\displaystyle T(\eta )} est le compactifié d'Alexandroff de l'espace total {\displaystyle E(\eta )}.

## Note
1. ↑  R. Thom, « Quelques propriétés globales des variétés différentiables] », Comm. Math. Helv., vol. 28,‎ 1954, p. 17–86, lien Math Reviews.